# Ley de Jurisdicciones
La llamada ley de jurisdicciones, o «Ley para la represión de los delitos contra la Patria y el Ejército», fue una ley española que estuvo en vigor entre 1906 y 1931. Fue impulsada por Segismundo Moret, presidente del Consejo de Ministros, y el conde de Romanones, ministro de la Gobernación, con apoyo de Alfonso XIII, como reacción ante los hechos del ¡Cu-Cut!. Se aprobó durante el periodo constitucional del reinado de Alfonso XIII.

## Historia

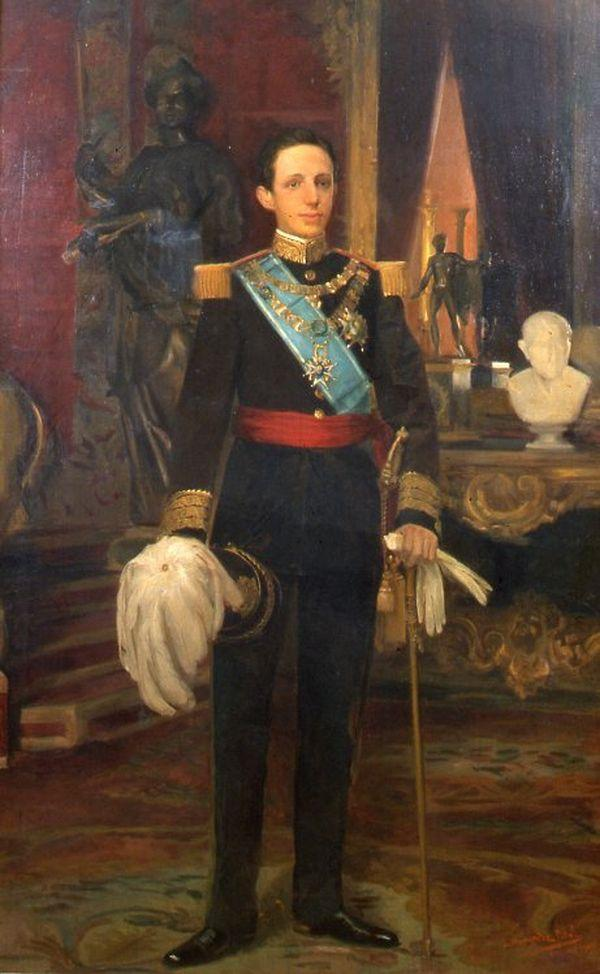
Retrato de Alfonso XIII (1905).

El 25 de noviembre de 1905 un grupo de oficiales asaltó en Barcelona la redacción del semanario satírico catalanista ¡Cu-Cut! por la publicación de una viñeta en la que se ironizaba sobre las derrotas del ejército español. También fue asaltada la redacción de otra publicación catalanista, el diario La Veu de Catalunya. La conmoción que causaron estos hechos fue enorme. El gobierno liberal de Eugenio Montero Ríos intentó imponer su autoridad sobre los militares y acordó no ceder a la presión de los capitanes generales que mostraron su apoyo a los oficiales insurrectos, aunque declaró el estado de guerra en Barcelona el 29 de noviembre —al parecer presionado por el rey—. El monarca finalmente no respaldó al gobierno y apoyó la actitud del Ejército, lo que obligó a Montero Ríos a presentar la dimisión.
El nuevo gobierno presidido por el otro líder liberal Segismundo Moret, que recibió el encargo del rey de impedir que se reprodujeran los ataques «al Ejército y a los símbolos de la Patria», se dispuso a satisfacer a los militares —nombró ministro de la guerra al general Agustín Luque, uno de los capitanes generales que más había aplaudido el asalto al ¡Cu-Cut!— y rápidamente hizo aprobar por las Cortes la Ley para la Represión de los Delitos contra la Patria y el Ejército —conocida como "Ley de jurisdicciones"—, por la que a partir de ese momento las competencias para juzgarlos pasaron a la jurisdicción militar.
Según el historiador Santos Juliá, «el gobierno cedió ante el ejército gracias al peso que la Corona echaba en el platillo militar, con un resultado de largo alcance: las Cortes aprobaron la Ley, con la que creaban una esfera de poder militar autónomo y sentaban el precedente de ceder ante la insubordinación militar. La militarización del orden público había dado con esa Ley un paso de gigante». Según el historiador Borja de Riquer, «al tolerar la insubordinación de los militares de Barcelona, el monarca había dejado el sistema político expuesto a nuevas presiones y chantajes, con lo que se debilitaba notablemente la supremacía del poder civil frente al militarismo».
La interpretación que hacen de los hechos los historiadores Javier Tusell y Genoveva García Queipo de Llano es diferente. Según ellos «la intervención del Rey se produjo una vez probada la inicial incapacidad del gobierno [de Montero Ríos] para imponerse; hizo entonces que el general Bascarán, el segundo jefe del Cuarto Militar, acudiera a los cuarteles de Madrid, calmara las actitudes apasionadas y prometiera en nombre del monarca una modificación de la legislación en aquel sentido. […] El papel del rey puede ser descrito de forma mucho más oportuna como el de un intermediario entre el poder civil y el militar en un marco institucional no democrático en que, si el primero tomaba las decisiones principales, el segundo, cuando era capaz de actuar con unanimidad, lograba autonomía e incluso deferencia».
En respuesta a la impunidad en que habían quedado los responsables de los hechos del ¡Cu-Cut! y a la Ley de Jurisdicciones se formó en Cataluña en mayo de 1906 una gran coalición, presidida por el anciano republicano Nicolás Salmerón, en la que se integraron los republicanos —excepto el partido de Alejandro Lerroux—, los catalanistas —la Lliga Regionalista, la Unió Catalanista y el Centre Nacionalista Republicà, un grupo escindido de la Lliga unos meses antes—, y hasta los carlistas catalanes.
Sus éxitos de convocatoria fueron espectaculares con manifestaciones masivas como la celebrada en Barcelona el 20 de mayo de 1906 que congregó a 200 000 personas. En las elecciones generales de 1907 Solidaritat Catalana obtuvo un triunfo arrollador ya que consiguió 41 diputados de los 44 que le correspondían a Cataluña.
Desde la intelectualidad, Miguel de Unamuno dio una conferencia en contra de la ley en el Teatro de la Zarzuela el 23 de febrero de 1906. Con todo, la ley se aprobó el 22 de marzo y, a continuación, se disolvieron las Cortes. El 20 de mayo se levantó el estado de excepción en Barcelona y se celebró un homenaje a los diputados y senadores catalanes que habían votado contra la ley.

## Contenido
La ley de jurisdicciones ponía bajo jurisdicción militar las ofensas orales o escritas a la unidad de la patria, la bandera y el honor del ejército. Varios de los artículos suponían un importante recorte a las libertades públicas, en particular de la libertad de expresión. Esta ley amplió el campo de actuación de la jurisdicción militar sobre la población civil, lo que no ocurría en otros países donde los civiles estaban bajo la jurisdicción ordinaria.

Artículo 2º. Los que de palabra, por escrito, por medio de la imprenta, grabados, estampas, alegorías, caricaturas, signos, gritos o alusiones ultrajasen a la nación, a su bandera, himno nacional u otro emblema de su representación, serán castigados con la pena de prisión correccional.
En la misma pena incurrirán los que cometan iguales delitos contra las regiones, provincias, ciudades y pueblos de España, y sus banderas y escudos.
Artículo 3º. Los que de palabra o por escrito, por medio de la imprenta, grabado u otro medio mecánico de publicación, en estampas, alegorías, caricaturas, emblemas o alusiones injurien u ofendan clara o encubiertamente al Ejército o a la Armada o a instituciones, armas, clases o cuerpos determinados del mismo, serán castigados con la pena de prisión correccional. Y con el arresto mayor en sus grados medio y máximo a prisión correccional en su grado mínimo, los que de palabra, por escrito, por la imprenta, el grabado y otro medio de publicación instigaran directamente a la insubordinación en Institutos armados o a apartarse del cumplimiento de sus deberes militares a personas que sirvan o estén llamadas a servir en las fuerzas nacionales de tierra o mar.

## Derogación
La ley de jurisdicciones estuvo en vigor hasta el 17 de abril de 1931, cuando en uno de sus primeros decretos, el ministro de la Guerra del Gobierno Provisional de la República, Manuel Azaña, la derogó. El argumento principal para su derogación fue:

En un país moderno se debería poder criticar al Ejército sin el temor al procesamiento por una jurisdicción especial militar, ni tampoco la Institución armada necesita de un circunstancial parapeto en la relación con la ciudadanía consciente y libre.